# Nieuwerhoek (buitenplaats)
Nieuwerhoek is een buitenplaats langs de rivier de Vecht bij het Nederlandse dorp Loenen aan de Vecht.
Nieuwerhoek is ruwweg rond 1625 gesticht door de Amsterdamse koopmansfamilie Van Hoek. In 1710 werd het door hen verkocht aan Jan van Tarelinck. Diverse nieuwe eigenaren volgden zoals W.B. Pook van Baggen in 1827.
Vandaag de dag bestaat de buitenplaats uit meerdere rijksmonumenten waaronder het hoofdgebouw met een vrijwel gelijke voor- en achtergevel. Hoewel in de loop der tijd aangepast, is het oorspronkelijke hoofdgebouw vrij gaaf bewaard gebleven. Verder behoren tot Nieuwerhoek in rijksmonumentaal opzicht de tuin- en parkaanleg, twee bouwhuizen uit circa 1800, en twee toegangsbruggen met hekwerken. In het verleden bevond zich een uitkijktorentje boven een vijver op de buitenplaats.
Nabijgelegen buitenplaatsen zijn VreedenHoff en Cronenburgh. Voorheen lag ook Kasteel Cronenburgh in de nabije omgeving.